# Frederick Gregory
Frederick Drew Gregory (Washington, 7 gennaio 1941) è un ex astronauta statunitense.
Ha partecipato alle missioni STS-51-B, STS-33, STS-44 dello Space Shuttle, la prima in qualità di pilota, le altre due come comandante.